# Frederick Maddison
Frederick Maddison (Londra, 22 luglio 1849 – Berlino, 25 settembre 1907) è stato un calciatore inglese, di ruolo centrocampista.

## Biografia
Frederick Patey Maddison nasce a Londra e studia presso il Marlborough Royal Free Grammar School prima di andare all'Università di Oxford, dove diviene membro del Brasenose College.
Nel 1876 diviene un barrister, ma nel 1884 chiede di essere radiato per poter svolgere la professione di solicitor. Il 14 aprile del 1883 sposa Katharine Mary Adela Tindal a Londra. La coppia avrà due figli Diana Marion Adela e Noel Cecil Guy nati rispettivamente nel 1886 e nel 1888. Sua moglie fu una compositrice, nota come Adela Maddison. Intorno al 1894 i due svolgono un ruolo importante agevolando l'ingresso del compositore francese Gabriel Fauré nella scena musicale londinese. In quel periodo Frederick Maddison lavora per Metzler, una società editrice musicale che ottiene un contratto per pubblicare la musica di Fauré tra il 1896 e il 1901. Fauré è un amico di famiglia e nel 1896 va a visitare la loro casa a Saint-Lunaire, in Bretagna. Dal 1898 Maddison si separa dalla moglie che rimane a vivere a Parigi, probabilmente cominciando una relazione con Fauré.
Maddison muore in Germania il 25 settembre del 1907, a 58 anni, presso un ospedale di Berlino.

## Carriera
Gioca per la Scozia nel terzo incontro non ufficiale contro l'Inghilterra, il 25 febbraio del 1871, sotto lo pseudonimo di "F. Maclean". Ha ottenuto la sua prima ed unica presenza con la maglia dell'Inghilterra giocando il primo incontro internazionale, il 30 novembre del 1872, contro la Scozia (0-0), indossando il numero 4. Nel febbraio del 1873 assume un nuovo nome (anche se in diversi tabellini risulta come Frederick Chappell-Maddison) ed entra nella squadra dell'Università di Oxford che riesce a raggiungere la finale della seconda edizione di FA Cup: nella finale contro i Wanderers, giocatasi il 29 marzo del 1873, l'Università di Oxford perde 2-0. L'anno seguente l'Università raggiunge nuovamente la finale della FA Cup (con Maddison sulla fascia destra), battendo la Royal Engineers per 2-0 e vincendo la competizione. Maddison si rende protagonista della seconda rete.
Maddison lascia l'Università andando a giocare per i Wanderers di Londra: con il nuovo club raggiunge la finale di FA Cup nella stagione 1975-1976, prima pareggiando 1-1 contro l'Old Etonians, poi vincendo il replay della finale 3-0. Lascia anche il Wanderers passando ai dilettanti del Crystal Palace (non il club che in seguito diverrà professionistico) giocando alcuni incontri in rappresentanza del Sud di Londra nelle partite contro il Nord di Londra.

## Palmarès

### Club

#### Competizioni nazionali
- Coppa d'Inghilterra: 2

Oxford University: 1873-1874
Wanderers: 1875-1876